# The Fourth Sister (Čarovnice)
The Fourth Sister je sedma epizoda prve sezone serije Čarovnice.

## Obnova epizode
Neposlušna najstnica Aviva, se zaplete v črno magijo. Kali, ki je ujeta v zrcalu jo poskuša nauščuvati proti čarovnicam. Kali izkorišča Avivino željo po družini. Zato ji obljublja, da bo zasedla mesto najstarejše sestre, le če bo se ravnala po njenih navodilih. Aviva se približa čarovnicam tako, da jim ukrade in vrne nazaj muco. Aviva se najbolj približa Phoebe, ki ji je zelo podobna. Na koncu Kali ugrabi Avivo in jo poskuša uporabiti za napad na sestre. Ta načrt ji spodleti in čarovnice jo izničijo. Zaradi Avive pa trpijo tudi zasebno življenje Prue, ki ji njen fant, da jasno vedeti, da mu je dovolj njenega izogibanja.